# ISO 3166
O ISO 3166 é um conjunto de três normas geográficas para codificar nomes de países e dependências, e das suas principais subdivisões administrativas:
- ISO 3166-1 - códigos para países e dependências, publicado desde 1974
  - ISO 3166-1 alfa-2, códigos de país de duas letras
  - ISO 3166-1 alfa-3, códigos de país de três letras
  - ISO 3166-1 numérico, códigos de país de três dígitos
- ISO 3166-2 - códigos para as principais subdivisões de um país ou dependência
- ISO 3166-3 - códigos obsoletos (retirados de ISO 3166-1), publicado desde 1998